# ヨーロッパムナグロ
ヨーロッパムナグロ（学名：Pluvialis apricaria）は、チドリ目チドリ科に分類される鳥類の一種。

## 画像

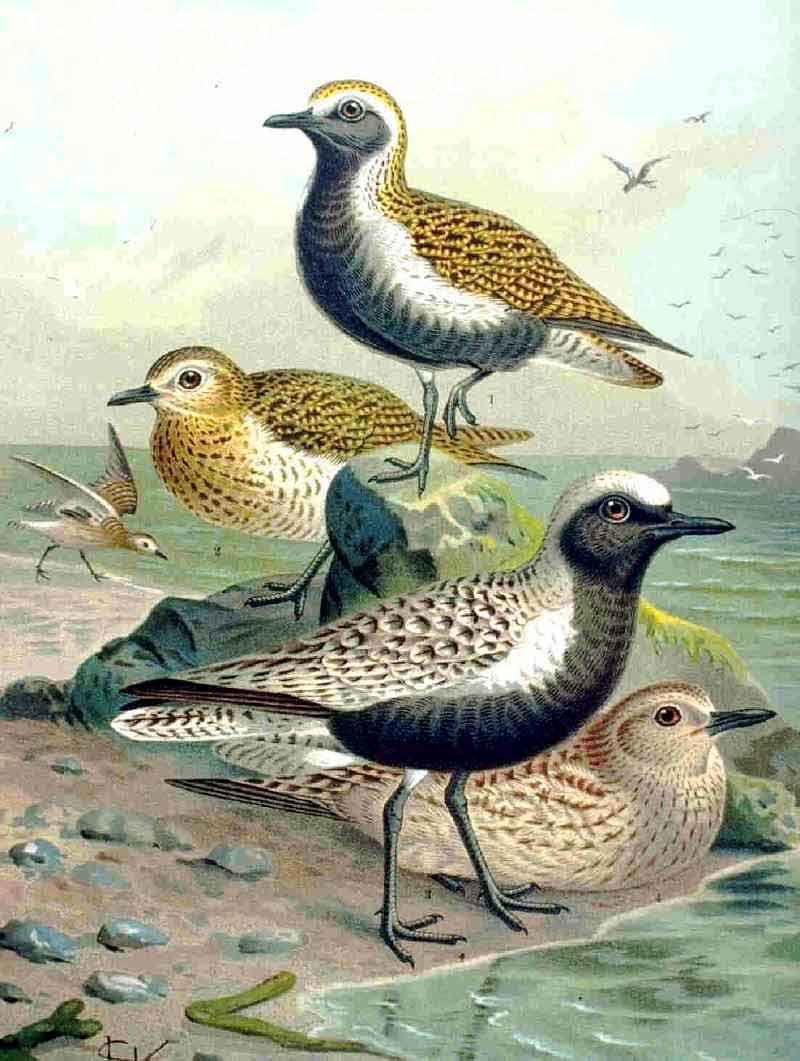
上がヨーロッパムナグロ（下はダイゼン）

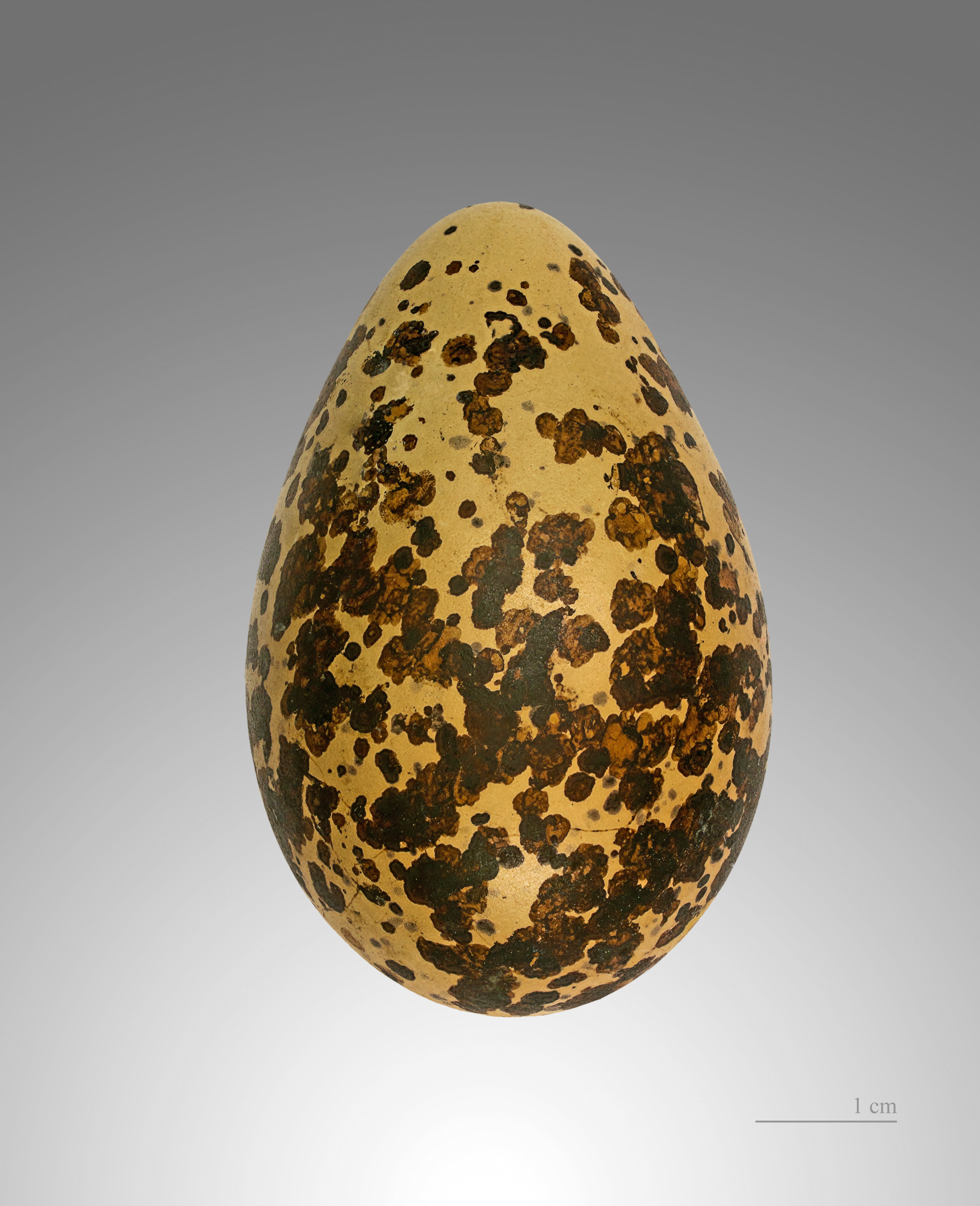
Pluvialis apricaria